# Chlorobyrrhulus rutilans
Chlorobyrrhulus rutilans is een keversoort uit de familie pilkevers (Byrrhidae). De wetenschappelijke naam van de soort is voor het eerst geldig gepubliceerd in 1845 door Motschulsky.